# 商行為
商行為（しょうこうい; 独: Handelsgeschäft; 仏: acte de commerce）とは大陸法系の商法において一定の取引行為を指す概念であり、「商人」とともに商法の適用範囲を画するために用いられる。

## 歴史
商行為の概念は18世紀から19世紀にかけてのフランス、すなわちフランス革命によって生まれた。それまでの商法は商人という身分に属する者に適用される法、階級法であった。この身分という考え方はフランス革命で生まれた自由の精神、特に営業の自由と相容れない。しかし商法を廃止してしまうことはためらわれた。というのも、まだ経済的に混乱していた当時の状況を考えれば、破産制度を残さなければならなかった。そして当時はまだ商人にしか破産が認められていなかったため、商人の破産を扱う商事裁判所を残す必要があり、その管轄を確定するためには商法がなお必要だったのである。そこで商法という法を革命の精神と抵触しないように残すための概念として商行為が考案された。商行為は行為の性質に着目するのであって行為をした人の身分・性質を問題としない。これによって革命の精神と商法を残す（それによって商事裁判所を残し、破産制度を維持確立する）という目的を両立させた。
その後、この商行為概念は1861年に制定された普通ドイツ商法典 (Allgemeines Deutsches Handelsgesetzbuch) にも用いられたが、その意図は異なる。このときドイツはまだ統一された国家を形成できずにいた時期である。それでも経済的には統一してドイツ域内に適用される法律を生み出すため、商行為概念が用いられた。ここでは本来民法の領域に属するような取引も包含させる必要があったため、一方的商行為という規定によって商行為概念が拡張し、商法を適用する場面をできるだけ増やそうとした。
日本商法典もその初めから商行為概念を取り入れている。まず1890年（明治23年）に公布されたがその一部しか施行されることがなかった旧商法は、ドイツ人の国家学者ヘルマン・ロエスレル (Karl Friedrich Hermann Roesler) が主にフランス商法典を参考として起草しており、前述のようにフランス商法典は商行為概念を用いている。また、1899年に公布された商法典（いわゆる明治32年商法）は前述の普通ドイツ商法典を参考に制定されており、こちらでも商行為概念が用いられている。このようにして日本商法典には商行為が基本概念として取り入れられたが、ロエスレルは商人法主義をも導入していたため、日本商法は折衷主義を採ることになった。
日本商法典はこのように商行為を基本概念に据えているが、一部商人法主義を取り入れ、さらに解釈によっても商人法主義へ傾斜している。具体的には、501条および502条に列挙された商行為は例示的に示されたものではなく、そこに列挙されたものだけが商行為である（限定列挙である）という解釈が通説となっている。

## 日本における商行為
- 以下、条文番号のみが示されている場合には、日本の商法典の条文を意味する。

### 商行為の機能
日本商法典では、商行為は、それを行った場合、当事者の一方が行った場合は双方が商法の適用を受ける（3条）。501条および502条を中心として商行為に関する規定がある。
この商行為を先に定義し、それを基軸として商法の適用範囲を規定する方法を商行為主義、あるいは行為の性質に着目していることから客観主義という。これに対して商人概念を先に定義する方法を商人主義、あるいは行為の主体に着目することから主観主義という。日本商法は商行為概念から商人概念を導きだす構成が基本となっているが、商人概念から商行為概念を導く規定も併存しているため、折衷主義を採っているといわれる。日本商法では、商法の適用を受けるべき主体であるところの商人、会社、船舶を定義する際に商行為概念が用いられている。すなわち自らを権利義務の帰属主体として商行為を営業として行う者が商人であり（4条1項）、商行為を行うことを目的として航海に用いられるものが船舶である（684条）。

#### 商行為の特則
ある行為が商行為であるかどうかが争われる理由は様々あるが、頻繁に登場するのは商事法定利率や商事時効の規定が適用されるか否かを争う事例である。
一般の特則
商行為となる行為によって債務を負担したときは、その債務は、連帯債務になり、保証したときは、連帯保証となる（511条）。
商人がその営業の範囲内において商人でない他人のために商行為をしたときは、相当な報酬を請求することができる（512条）。
民法上の法定利率が年5パーセントであるのに対して商事法定利率は年6パーセントであるため（514条）、利息を請求するものにとっては商行為である方が、つまり商法の適用がある方が有利である。また商行為によって発生した債権は民法上の原則である10年よりも短い5年で消滅時効にかかるため（522条）、当事者の利害に重要な差をもたらす。
当事者の一方が商人の場合
商人が平常取引をする者からその営業の部類に属する契約の申込みを受けたときは、遅滞なく、契約の申込みに対する諾否の通知を発しなければならず、通知を発することを怠ったときは、その商人は、同項の契約の申込みを承諾したものとみなす（509条）。
当事者の双方が商人の場合
商人間の留置権（521条）

### 商行為の分類

日本商法典における商行為規定の構造

商行為はそれを行った者について商法を適用するための概念であり、日本商法においては様々に分類されている。まず501条および502条に商行為であるとされる行為が列挙されている。
- 絶対的商行為
商行為のうち501条に列挙され、たとえそれを行ったのが一回限りであったとしても商法が適用される行為。
- 相対的商行為
絶対的商行為に対し、行為をした者が企業としての性質をもっている場合にだけ商行為とされ、商法の適用を受ける行為。相対的商行為は、502条に列挙された営業的商行為と、503条に規定された附属的商行為に分類される。
  - 営業的商行為
502条に列挙された行為を営業として行った場合にのみ商法の適用を受ける行為。
  - 附属的商行為
商人（会社も含まれる）が自己の企業活動のために行った場合に商法の適用を受ける行為。
開業準備や運送業者がトラックを購入する行為。

また絶対的商行為と営業的商行為は、それを営業として行う者を商人として扱うのであるから、商人概念の基礎となるものである。よって両者をあわせて基本的商行為という。これに対し、商人が行うからこそ商行為とされる（商人概念から商行為概念を導いている）のが附属的商行為である。よってこれを基本的商行為と対比させる意味で補助的商行為ともいう。
また、商行為が当事者のどの範囲にまで適用されるのかに従って双方的商行為と一方的商行為に分類される。双方的商行為は当事者の双方が自らにとって商行為となるような行為をしたときにのみ商行為として商法の適用を受ける場合である。他方、一方的商行為は当事者のどちらかにとって商行為であれば当事者の双方に商法が適用される場合をいう。

#### 絶対的商行為
絶対的商行為は、たとえ商人ではない素人が偶然に一回限りで行ったとしても商法の適用を受ける。501条に列挙されており、限定列挙である。以下にこれを列挙する。なお、番号は501条の号数に対応している。
1. 投機購買・実行売却
2. 投機売却・実行購買
3. 取引所においてする取引
4. 商業証券に関する行為

投機購買・実行売却とは、「安く買って、高く売る」ことである。その対象は動産、不動産、および有価証券に限定されている。投機売却・実行購買は、まず売却する契約を結んで、その売却予定価格よりも低い値段で物品を仕入れてくることである。以上二つの行為が商行為とされるためには、行為を行う際に投機の意思がなければならない。取引所においてする取引とは金融商品取引所や商品取引所などの施設で行われる取引（有価証券の売買やデリバティブ取引）のことであるが、自己の計算による有価証券の売買取引であれば（少なくとも無券面化されていない有価証券であれば）投機売買として絶対的商行為に該当するし、また、営業として他人の計算で行う取引であれば取次ぎに関する行為として営業的商行為にも該当する。商業証券に関する行為とは、商業証券上に署名することによって権利を発生、移転させる行為をいう。

#### 営業的商行為
営業的商行為は、それを営業として行った場合にのみ商行為として扱われ、商法が適用される。502条に列挙されており、限定列挙であると考えられている。つまり、これ以外に解釈によって商行為を認めることはできないとされている。以下にこれを列挙し、必要と思われるものについては解説する。なお、番号は502条の号数に対応している。
1. 賃貸する意思をもってする動産若しくは不動産の有償取得若しくは賃借又はその取得し若しくは賃借したものの賃貸を目的とする行為
いわゆる「投機貸借」である。他者に貸し付ける意思で動産または不動産を取得ないし貸借し、これを他者に貸し付ける行為をいう。レンタカー業、レンタルCD業、不動産賃貸業などがこれに当たる。
2. 他人のためにする製造または加工に関する行為
他人から材料の提供を受け、あるいは他人の資金で材料を買い入れて、その加工や製造を行う契約をいう。クリーニング業もこれに当たる。
3. 電気またはガスの供給に関する行為
4. 運送に関する行為
559条以下に規定がある運送業者の行為がこれに当たる。
5. 作業または労務の請負[注釈 1]
6. 出版、印刷または撮影に関する行為
7. 客の来集を目的とする場屋における取引
人を集める施設を設けて、これを利用させる行為をいう。ホテル、飲食店、銭湯、遊園地、病院などがこれにあたる。理髪業がこの場屋取引にはあたらないとした裁判例もあるが、それは昭和初期の理髪業が未だに髪結い的な性格を残していたことを考慮した判断であって、その後の社会情勢の変化から理髪業を場屋取引に含めることにつき異論はない。
8. 両替その他の銀行取引
銀行取引とは、銀行法にいう銀行業とは異なる概念であり、金銭などを預かる一方でそれを貸し付けるという受信行為と与信行為を一体として行っていること、すなわち転換媒介行為をいう。よって単なる貸金業は受信行為がないために営業的商行為に該当しない。なお、（協同組織金融機関以外の者が）銀行取引を行うには株式会社または外国会社である必要があり、これらの行う法律行為は当然に商行為とされる。
9. 保険
保険者が保険契約者から対価を得て保険を引き受けることをいう。ただし、「営業として」行った場合に限られることから営利保険に限られ、相互会社、外国相互会社や共済組合による保険は商行為に該当しないこととなる（ただし、前二者については商行為に関する規定が準用される。）。
10. 寄託の引受け
典型は597条以下に規定された倉庫営業である。
11. 仲立ち又は取次ぎに関する行為
典型は代理商（媒介代理商）、仲立業、取次業である。
12. 商行為の代理の引受け
代理商（締約代理商）がその典型である。
13. 信託の引受け
典型は信託業である。

### 商法典以外の法律に規定されていた商行為
無尽業法には、無尽が営業として行われる場合には商行為となる旨の規定が存在していた（同法旧2条）。しかし、無尽業を行うことができるのは営業免許を受けた株式会社に限られているので、この規定は実益がなかった（無尽業法の適用を受ける無尽業者は、現在は日本住宅無尽株式会社のみ）。また、担保付社債信託法には、同法による信託の引受を商行為とする旨の規定が存在していた（同法旧3条）。しかし、担保付社債の信託事業を行うことができるのは免許を受けた会社に限られているので、無尽業の場合と同様に実益がなかった。
無尽業を営業的商行為とする旨の規定は、会社法の制定に伴い、担保付社債信託法による信託の引受を絶対的商行為とする規定は、新しい信託法の制定に伴い、それぞれ削除された。
これらの他、旧信託法には信託の引受けを営業的商行為とする旨の規定が存在していたが（同法6条）、新信託法には同旨の規定は存在せず、商法502条13号に営業的商行為として追加された。

### 会社法等における商行為
法人の性質に鑑み、会社による法律行為、特定目的会社による法律行為、および投資法人による法律行為は、当該法律行為が上記の501条または502条に列挙されたものに該当するか否かにかかわらず、その事業としてする行為及びその事業のためにする行為は、商行為となるとされている（会社法5条、投資信託及び投資法人に関する法律63条の2、資産の流動化に関する法律14条）。
例えば、貸金業は商法典にいう絶対的商行為にも営業的商行為にも該当しない（502条にいう「両替その他の銀行取引」には該当しないと解されている。）ため、貸金業を営むだけでは商人とも言えないので、手形割引（501条4号に該当）を業とするなどの事情がなければ商法の商行為に関する規定の適用はない。しかし、会社が貸金業を営む場合は、商法典の商行為に該当するか否かを問題とすることなく、会社法の規定の結果、商法の商行為に関する規定が適用されることになる。
このほか、相互会社、外国相互会社および農林中央金庫については商法典の商行為に関する規定の一部が準用される（保険業法21条2項、198条2項、農林中央金庫法7条）。